# Podagrion micans
Podagrion micans är en stekelart som beskrevs av Embrik Strand 1911. Podagrion micans ingår i släktet Podagrion och familjen gallglanssteklar.
Artens utbredningsområde är Sri Lanka. Inga underarter finns listade i Catalogue of Life.